# Michael Bisping
Michael Bisping (Nicosia, 28 februari 1979) is een Engels voormalig MMA-vechter en acteur. Hij was van 4 juni 2016 tot 4 november 2017 wereldkampioen middengewicht (tot 84 kilo) bij de UFC.

## Carrière
Bisping werd geboren op een Britse militaire basis in Cyprus en groeide op in Engeland. Hij deed in zijn jeugd aan jiujitsu, waarna hij overstapte naar boksen, kickboksen en karate. Hij stopte verschillende keren met vechtsporten of zette die op een laag pitje in verband met allerlei baantjes en om tijd vrij te maken voor andere dingen. Hij pakte het trainen net zo vaak weer op.
Bisping kwam in 2004 voor het eerst uit in een MMA-wedstrijd. Die dag versloeg hij Steve Mathews in 38 seconden door middel van een armklem. Hij vocht zijn eerste tien gevechten binnen Britse bonden zoals Cage Rage en Cage Warriors en won ze allemaal. Bissping kwalificeerde zich vervolgens voor deelname aan het derde seizoen van The Ultimate Fighter. Hierin kreeg hij de kans om te trainen onder Tito Ortiz en een UFC-contract te verdienen door een onderling afvaltoernooi met andere aspirerende MMA-vechters te winnen. Bisping was de sterkste van de deelnemers in het lichtzwaargewicht (tot 93 kilo) en debuteerde zodoende op 24 juni 2006 binnen de UFC, tijdens de seizoenfinale van het programma. Daarin sloeg hij Josh Haynes binnen twee ronden technisch knock-out (TKO).
Bisping won ook zijn volgende drie gevechten binnen de UFC, waarna Rashad Evans hem op 17 november 2007 zijn eerste nederlaag in MMA toebracht (verdeelde jurybeslissing). Bisping verruilde het lichtzwaargewicht daarop voor de klasse middengewicht en werd daarin een gerespecteerd vechter binnen de UFC. Hij kwam tussen 2006 en 2016 op 25 evenementen in actie, maar nooit in aanmerking voor een titelgevecht. In seizoen negen en seizoen veertien van The Ultimate Fighter deed hij nu zelf dienst als coach voor aspirerende MMA-vechters.

### Wereldkampioen
Nadat Bisping in november 2014 verloor van Luke Rockhold (submissie), begon hij aan een reeks van drie overwinningen op rij. Daarin versloeg hij achtereenvolgens C.B. Dollaway (unanieme jurybeslissing), Thales Leites (verdeelde jurybeslissing) en Anderson Silva (unanieme jurybeslissing). Rockhold onttroonde in de tussentijd Chris Weidman als wereldkampioen middengewicht. Een onmiddellijke rematch tussen die twee zou plaatsvinden op 4 juni 2016, maar Weidman trok zich 2,5 week voor het gevecht geblesseerd terug. Bisping was op dat moment de nummer #4 van de uitdagers in de gewichtsklasse en nummers #2 Ronaldo Souza (geblesseerd) en #3 Vitor Belfort (in mei TKO geslagen door Souza) waren niet beschikbaar. Bisping mocht daarom invallen voor Weidman en zo voor het eerst in zijn carrière om een UFC-titel vechten. De Engelsman sloeg Rockhold deze keer in de eerste ronde knock-out en werd daarmee op 37-jarige leeftijd de eerste Britse UFC-kampioen.
Bisping verdedigde zijn titel op 8 oktober 2016 voor het eerst. Die dag won hij op basis van een unanieme jurybeslissing van de inmiddels 46-jarige voormalig Pride- en Strikeforce-kampioen Dan Henderson, voor wie de partij tegen Bisping zijn laatste profpartij was. Voor de Engelsman vormde deze overwinning een sportieve revanche op de man die hem in juli 2009 knock-out sloeg.
Bisping verloor zijn titel op 4 november 2017 aan Georges St-Pierre, voormalig UFC-kampioen in het weltergewicht. Die maakte die dag na bijna vier jaar afwezigheid zijn rentree in MMA. Beide atleten deelden in de eerste drie ronden over en weer uit. In de laatste minuut van ronde drie nam St-Pierre Bisping in een verwurging (rear-naked choke) en hield die aan tot zijn tegenstander het bewustzijn verloor. Daarmee was Bisping zijn titel kwijt. Hij keerde precies drie weken later terug in het strijdperk om het op te nemen tegen Kelvin Gastelum. Die zou eigenlijk tegen Anderson Silva vechten, maar de Braziliaan testte twee weken voor de ontmoeting positief tijdens een dopingcontrole. Bisping bood zich aan als invaller. Gastelum sloeg hem na 2.30 minuten in de eerste ronde van hun partij knock-out. Bisping overwoog daarna nog een laatste gevecht als afscheidspartij, maar zag daar vanaf en maakte in mei 2018 bekend dat hij met MMA pensioen ging.

## Filmografie

### Films
- 2025 The Naked Gun - als zichzelf
- 2025 Den of Thieves 2: Pantera - als Connor
- 2018 Den of Thieves - als Connor (cameo)
- 2017 My Name Is Lenny - als Roy Shaw
- 2017 xXx: Return of Xander Cage - als Hawk
- 2014 The Anomaly - als Sergio
- 2014 Plastic - als Kasper
- 2010 Beatdown - als Drake Colby

### Televisieseries
- 2018 MacGyver - als Porter - 1 afl.
- 2017 Dark Matter - als Goren - 1 afl.
- 2017 Twin Peaks - als beveiliger - 1 afl.
- 2015 Strike Back - als Aaron
- 2010 Hollyoaks Later - als Nathan McAllister - 5 afl.